# Kim Ok-ju
Kim Ok-ju (ur. 2001) – północnokoreańska zapaśniczka walcząca w stylu wolnym. 
Srebrna medalistka mistrzostw Azji w 2025 roku.